# 手島忠
手島 忠（てしま ただし、1937年10月28日 - ）は日本の実業家。ニチレイ代表取締役社長や、日本冷蔵倉庫協会会長を務めた。

## 人物・経歴
1960年東北大学農学部水産学科卒業、日本冷蔵（現ニチレイ）入社。1985年取締役。1993年から代表取締役社長を務め、創業以来初となった赤字への対応などを行った。1997年には浦野光人を経営企画部長に登用。不採算事業の整理を進め、1999年度及び2000年度にそれぞれ200億円を超える特別損失を計上し、2001年に相談役に退いた。2007年顧問。日本冷蔵倉庫協会会長も務めた。